# Mamparo

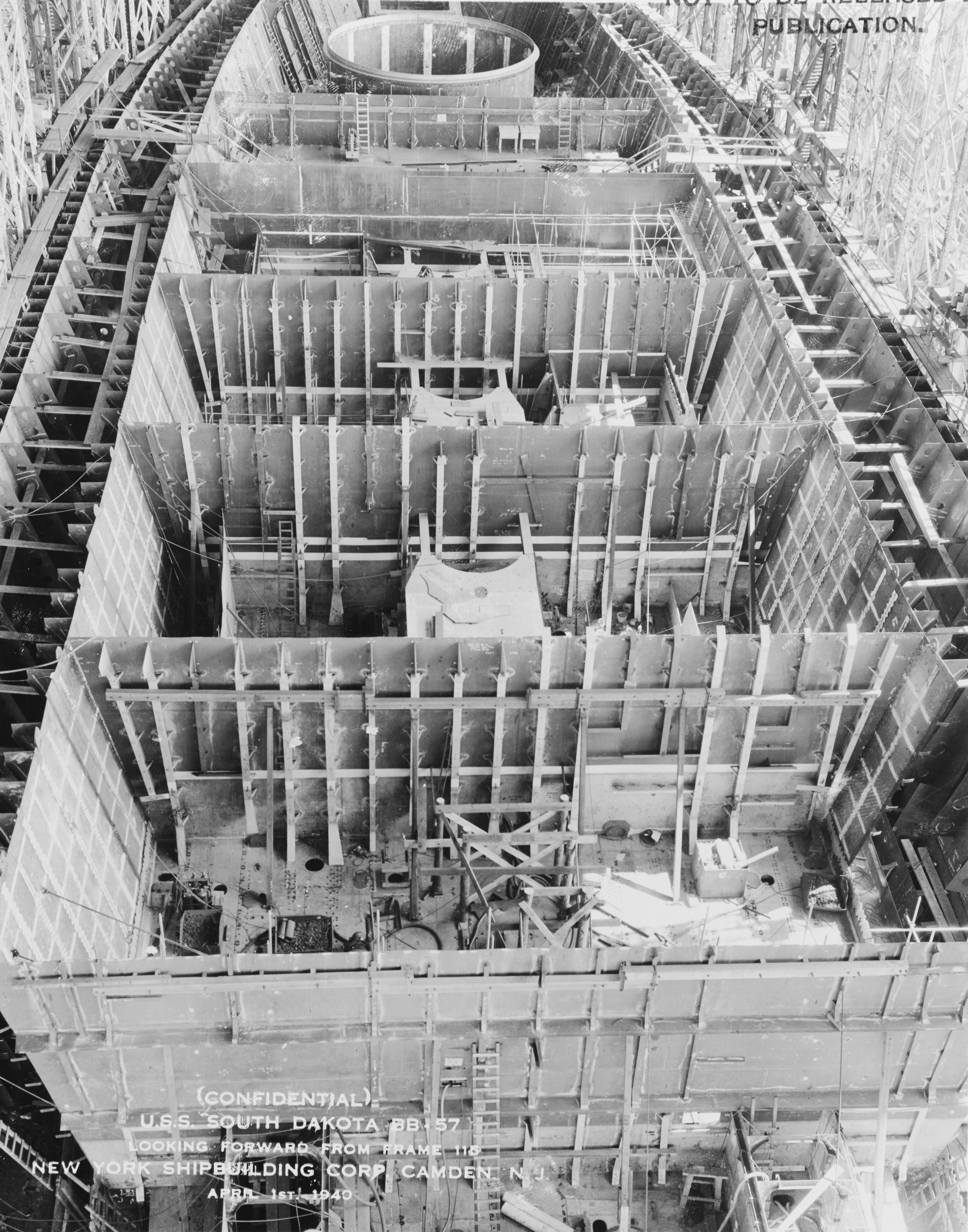
Construcción del USS South Dakota (BB-57). Se ven los seis mamparos transversales y los mamparos longitudinales a lo largo de los lados del barco.

En náutica, el mamparo es la construcción de madera o planchas de metal en posición vertical, con las cuales se forman los compartimentos de a bordo de un barco; llevan puertas y, en general, están provistos de aberturas, en comunicación con el exterior, para la ventilación de los espacios que limitan. Aparece en China durante la dinastía Tang y se hizo popular durante la dinastía Song.

## Formas
Los mamparos pueden ser transversales o longitudinales.
Los mamparos estancos transversales y longitudinales, es decir, aquellos que dividen al buque de banda a banda o en sentido longitudinal, prolongados hasta la cubierta principal, bien reforzados, constituyen una consolidación del casco, teniendo por objeto estos mamparos estancos el conseguir una total incomunicación de unos espacios con otros en caso de vías de agua; aplicándose esta misma denominación de estancos, a los compartimentos por ellos formados.
En los buques de pasaje estará colocado a una distancia de la parte de proa de la "roda" (una pieza prolongación de la quilla en su parte de delante, que sube hacia arriba dándole la forma a la proa) que no sea menor que el 5 por 100 de la eslora.
En los buques se encierran, generalmente, entre mamparos estancos las máquinas, y a popa llevan un compartimento estanco que encierra el prensaestopas del eje porta hélice. 
Mamparo en zig.zag, es el que llega hasta la cubierta alta, pero no formando una superficie vertical, sino desplazado en las distintas cubiertas algo más hacia proa, o al contrario de la principal.
Entre los mamparos estancos desempeña el principal papel el llamado de colisión, situado a proa, y que permite limitar una vía de agua producida en la proa por un choque.

### Mamparo estanco
El objeto de su instalación en un barco es para que cuando se verifica la desigualdad, basada en el principio de Arquímedes, V . Δ — P > 0,  en la que V representa  el «volumen de agua que el flotador puede desplazar», P el peso de este, y Δ, el específico del agua, si por cualquier causa se produce una vía de agua y no puede achicarse mediante bombas, y el agua se adueña del interior del casco, entonces V . Δ — P disminuye al aumentar el sustraendo, llega a anularse y a cambiar de signo. El barco, impelido por la masa mayor que su empuje, o mejor dicho, por la diferencia de estas dos fuerzas, se hunde en el mar. La invasión de agua varía totalmente las condiciones de estabilidad del barco, el cual puede, aun antes de que se anule su flotabilidad, dar la voltereta o pasarse por ojo.
La solución para limitar la cantidad de agua que penetra a bordo, haciendo que en le casco más desfavorable V . Δ — P se conserve positivo a pesar del crecimiento de P y que el par de estabilidad siga siendo un par adrizante que se oponga a que la escora vaya creciendo.
Los ingenieros navales consiguieron la limitación del aluvión de agua, subdividiendo el casco de los navíos en varios compartimentos por medio de mamparos estancos al agua, a fin de que ésta confinada en uno de los compartimentos no pueda pasar a los inmediatos.
Prevenir el naufragio o por lo menos hacerlo más improbable es la idea fundamental de los mamparos estancos. Su empleo condujo a su utilización como elementos constitutivos del esqueleto del barco, dándole solidez tanto transversal como longitudinalmente.

#### Número y repartición
El número y repartición de mamparos está ligado al tipo y dimensiones del barco, así como el volumen máximo que se puede admitir para los compartimentos que limitan la entrada de agua. 
Así, en un barco mercante la avería a prever es la nacida de una varada o abordaje. En un acorazado o crucero se subordina de que en contacto con sus fondos haga explosión una mina submarina o un torpedo, cuando ya la flotabilidad y la estabilidad estén comprometidas  por falta de parte de la obra muerta, volada por el enemigo. 
En la marina mercante
El número de mamparos es tal que inundado uno o dos compartimentos, el peso del agua que gravita sobre el barco, supuesta intacta la obra muerta, no comprometa la flotabilidad.
Es usual establecer en la práctica de 10 a 15 mamparos estancos transversales, corridos de una banda a otra y de altura suficiente para que sus cantos altos queden por encima del nivel exterior del agua, supuesto el barco con su máxima carga. Uno de ellos, el primero a partir de la proa queda a muy corta distancia de la roda. Es llamado mamparo de choque o colisión, mencionado supra. Tiene por objeto limitar la invasión de agua  en caso de que el barco sufra un abordaje por la proa. El último, el más cercano a la popa, es llamado mamparo de prensa, o de varada. Lleva, como se ha reflejado antes, el prensaestopas, por el que los ejes de las hélices salen al exterior del casco. Los intermedios van emplazados en lugares compatibles con la repartición del barco. En la época del barco de vapor y hasta el siglo XX, el aparato motor generalmente estaba limitado por dos de ellos; y cuando constaba de varias máquinas independientes, estas iban separadas por otros longitudinales que terminaban en esos dos. La sala de calderas iba dividida en sentido transversal por un número adecuado de mamparos, con el fin de que no se utilizaran todas las calderas simultáneamente. Los demás se emplazaban de modo que formaran las paredes de las otras dependencias de la embarcación, como eran el pañol de víveres, carboneras, compartimento de máquinas auxiliares, etc.
Salvo los dos mamparos extremos que no disponían de puerta, los demás podían y solían llevar aberturas de paso susceptibles de cerrarse por unas puertas de cierre hermético. A dichas puertas, por tal motivo, se las llama estancas.  
Los mamparos suelen llegar en altura a la cubierta superior o por lo menos a la inmediata. Estos mamparos no se levantan en barcos de gran tonelaje sobre la cara interna del forro exterior que constituye el casco. En general, las varengas y vagras son estancas en número conveniente, de modo que forman verdaderos mamparos estancos, entre los cuales, el forro interior y el exterior quedan constituidas unas celdas que subdividen el doble fondo. Algunas de estas celdas pueden llenarse de agua dulce y constituyen depósitos para alimentación de las calderas en los barcos de vapor. Otras pueden ponerse en comunicación con el mar a voluntad (aguas de lastre) y constituyen un lastre líquido que permite adrizar y modificar la diferencia de calados del navío.
Estos mamparos estancos constituidos, como se ha dicho, por varengas y vagras y que forman la primera defensa de un barco contra una varada, son menos desarrollados en altura por ambos costados, en los barcos mercantes que en los de guerra. En los primeros sólo pueden llegar hasta la altura del pantoque, excepto en los grandes transatlánticos, que después del hundimiento del Titanic, se eleva más , en tanto que en  los segundos lo hacen hasta la protectriz.
En la marina de guerra
Se instalan los mamparos para prever los efectos de la artillería, torpedos y misiles. Además contribuyen a la defensa del buque, como auxiliar de la coraza, o jugando en cierta medida el papel de ésta (coferdán), por lo cual hay que multiplicarlos.
En los grandes barcos de guerra, además de la instalación de mamparos análoga a la descrita, que se limita en altura a la cubierta blindada inferior, suelen levantarse otros en dirección longitudinal y a poca distancia de ambos costados. Su objeto es protegerlos de las explosiones de minas, torpedos y misiles antibuque. Sobre la protectriz se hace una instalación muy subdividida de mamparos estancos, en la zona llamada intercelular, con los cuales se intenta limitar la invasión de agua por las brechas que los proyectiles pueden abrir por encima de la cintura acorazada.
La disposición y número de estos mamparos varía mucho de unos barcos a otros. En general, consta de una serie de mamparos  transversales de escasa longitud que subdividen en gran escala una zona limitada por el forro del barco, un mamparo estanco paralelo aproximadamente a él y las dos cubiertas. Esta zona subdividida es llamada coferdán y rodea el barco formando una cintura. Paralelamente al mamparo interior que limita el coferdán y a un metro aproximadamente de él, corre otro, dejando entre los dos una especie de «callejón» que suele llamarse de combate, también subdividido, pero fácil de poner en comunicación mediante puertas estancas. El recinto limitado por este mamparo se subdivide en mamparos transversales, que en general son prolongación de los inferiores.